# Jaguajir rochae
Espèce
Synonymes
- Rhopalurus rochae Borelli, 1910
- Centrurus stenochirus Penther, 1913
- Centrurus barythenar Penther, 1913

Jaguajir rochae est une espèce de scorpions de la famille des Buthidae.

## Distribution
Cette espèce est endémique du Brésil. Elle se rencontre au Bahia, au Sergipe, au Pernambouc, au Paraíba, au Rio Grande do Norte, au Ceará et au Piauí.

## Description
Le tronc du mâle syntype mesure 17,5 mm et la queue 36 mm et le tronc de la femelle syntype mesure 28,5 mm et la queue 42 mm.

## Systématique et taxinomie
Cette espèce a été décrite sous le protonyme Rhopalurus rochae par Borelli en 1910. Elle est placée dans le genre Jaguajir par Esposito, Yamaguti, Souza, Pinto-da-Rocha et Prendini en 2017.

## Étymologie
Cette espèce est nommée en l'honneur de Francisco Diaz da Rocha.

## Publication originale
- Borelli, 1910 : « Scorpioni nuovi o poco noti del Brasile. » Bollettino dei Musei di Zoologia ed Anatomia Comparata della Reale Universita` di Torino, vol. 25, no 629, p. 1-8 (texte intégral).